# Kanton Orthez
Der Kanton Orthez war von 1790 bis 2015 ein französischer Wahlkreis im Arrondissement Pau im Département Pyrénées-Atlantiques und in der Region Aquitanien; sein Hauptort war Orthez. Er war 183,32 km² groß und hatte (2006) 16.723 Einwohner, was einer Bevölkerungsdichte von 91 Einwohnern pro km² entsprach. Er lag im Mittel auf 133 Meter über dem Meeresspiegel.

## Gemeinden
Der Kanton bestand aus 13 Gemeinden:
| Gemeinde              | Einwohner Jahr | Fläche km² | Bevölkerungsdichte | Postleitzahl | Code INSEE |
| --------------------- | -------------- | ---------- | ------------------ | ------------ | ---------- |
| Baigts-de-Béarn       | 842 (2013)     | –          | – Einw./km²        | 64300        | 64087      |
| Balansun              | 281 (2013)     | –          | – Einw./km²        | 64300        | 64088      |
| Bonnut                | 737 (2013)     | –          | – Einw./km²        | 64300        | 64135      |
| Castétis              | 604 (2013)     | –          | – Einw./km²        | 64300        | 64177      |
| Lanneplaà             | 317 (2013)     | –          | – Einw./km²        | 64300        | 64312      |
| Orthez                | 10569 (2013)   | –          | – Einw./km²        | 64300        | 64430      |
| Puyoô                 | 1203 (2013)    | –          | – Einw./km²        | 64270        | 64461      |
| Ramous                | 497 (2013)     | –          | – Einw./km²        | 64270        | 64462      |
| Saint-Boès            | 347 (2013)     | –          | – Einw./km²        | 64300        | 64471      |
| Saint-Girons-en-Béarn | 164 (2013)     | –          | – Einw./km²        | 64300        | 64479      |
| Salles-Mongiscard     | 306 (2013)     | –          | – Einw./km²        | 64300        | 64500      |
| Sallespisse           | 602 (2013)     | –          | – Einw./km²        | 64300        | 64501      |
| Sault-de-Navailles    | 853 (2013)     | –          | – Einw./km²        | 64300        | 64510      |

## Bevölkerungsentwicklung
| 1962   | 1968   | 1975   | 1982   | 1990   | 1999   | 2006   |
| ------ | ------ | ------ | ------ | ------ | ------ | ------ |
| 14.521 | 16.317 | 16.570 | 16.880 | 16.190 | 16.168 | 16.723 |